# Іванютина Тамара Антонівна
Тамара Антонівна Іванютина, до шлюбу Масленко (1941—1990) — радянська серійна вбивця. Головна фігурантка резонансної кримінальної справи кінця 1980-х років, яка розслідувалася у Києві.

## Біографія
Тамара Масленко народилася в багатодітній сім'ї (одна з шістьох дітей), в якій батьки завжди казали дітям, що головне в житті — матеріальна забезпеченість. Хоча судово-психіатрична експертиза визнала Іванютину осудною, але зазначила такі особливості її психіки, як завищена самооцінка, мстивість, образливість. У процесі розслідування справи про отруєння з'ясувалося, що Іванютіна була вже раніше судима за спекуляцію, а на роботу в школу влаштувалася за підробленою трудовою книжкою.
Вчитель хімії Віктор Стадник, також постраждалий від дій Іванютиної, зазначає такі риси характеру, як «наполегливість і нахабство», а також грубість і недисциплінованість.

## Вбивства
17 та 18 березня 1987 року відразу кілька учнів і працівників школи № 16 Мінського району Києва опинилися в лікарні з ознаками харчового отруєння. Двоє дітей — Сергій Панібрат і Андрій Кузьменко і двоє дорослих померли практично відразу, решта — 9 осіб — перебували в реанімації. Лікарі спочатку підозрювали у постраждалих грип або кишкову інфекцію, проте через деякий час у постраждалих почало випадати волосся, що нехарактерно для подібних захворювань.
За фактами отруєнь і смертей було порушено кримінальну справу, створено слідчу групу. Слідство, допитавши потерпілих, які залишилися в живих, встановило, що всі вони відчули нездужання, пообідавши напередодні (16 березня 1987 року) в шкільній їдальні, причому всі вони їли гречану кашу і печінку. Коли виникло питання, чи контролював хто-небудь якість їжі в шкільній їдальні, з'ясувалося, що відповідала за це медична сестра-дієтолог Наталія Кухаренко (за іншими даними — Кукаренко), яка померла за два тижні до описуваних подій, за офіційними даними — від серцево-судинного захворювання. Однак обставини смерті Кухаренко викликали у слідства сумніви, через що було вирішено ексгумувати її тіло. В результаті відповідних досліджень у тканинах трупа Кухаренко були знайдені сліди талію. Після цього були проведені обшуки у всіх осіб, що мали відношення до шкільного харчоблоку, в тому числі і в будинку, де мешкала Тамара Іванютіна, яка працювала посудомийкою в їдальні школи № 16.
При обшуку в Іванютиної була знайдена якась «невелика, але дуже важка баночка», яка зацікавила оперативників та слідчих, а тому була вилучена і віддана на експертизу. Лабораторне дослідження показало, що в банці знаходиться «рідина Клерічі» — високотоксичний розчин на основі талію, що застосовується в деяких галузях геології.
Іванютина була заарештована і спочатку написала явку з повинною, зізнавшись у скоєнні отруєння в шкільній їдальні 16 березня 1987 року. Приводом до скоєння злочину, за твердженням Іванютиної, стало те, що шестикласники, які обідали в їдальні, відмовилися розставляти столи й стільці, і вона вирішила «покарати їх». Проте пізніше Іванютіна заявила, що явка з повинною була зроблена нею під тиском слідства, і від давання подальших свідчень відмовилася.

## Розслідування
Подальше розслідування «справи Іванютиної — Масленко — Мацибори» показало, що Іванютина та члени її сім'ї (сестра, батьки) вже протягом 11 років (тобто з 1976 року) використовували талій для здійснення отруєнь; причому, отруєння здійснювалися як із корисливою метою, так і просто з почуття особистої неприязні. Рідину Клерічі члени сім'ї купували у знайомої, яка працювала в геологічному інституті, під приводом того, що отрута буцімто була необхідною для знищення щурів. Знайома зізналася, що протягом 15 років не менше дев'яти разів передавала Іванютиній, її сестрі та батькам порції цієї речовини.
На початку своєї кримінальної діяльності Іванютина отруїла свого першого чоловіка, щоб дістати його квартиру; чоловік помер. Після його смерті Іванютіна вступила в шлюб вдруге, але і в новому шлюбі отруїла свекра та свекруху (померли з інтервалом у два дні) і невеликими порціями труїла другого чоловіка (метою було заволодіння будинком із земельною ділянкою, що належав батькам чоловіка).
У вересні 1986 року Іванютіна влаштувалася працювати посудомийкою в школу. Робота на цій посаді, за версією слідства, була потрібна Іванютиній для того, щоб отримати доступ до продуктів і харчових відходів, оскільки вона тримала велике господарство: свиней, курей. За час роботи в їдальні Іванютина отруїла (крім вже зазначених вище епізодів) шкільного парторга Катерину Арсентіївну Щербань (померла) і вчителя хімії (вижив), які перешкоджали їй у розкраданні продуктів з їдальні, а також двох учнів першого і п'ятого класів (вижили) — вони попросили в Іванютиної залишки котлет для своїх домашніх тварин.
Також слідство довело, що старша сестра Іванютиної — Ніна Мацибора, використовуючи ту ж рідину Клерічі, отруїла свого чоловіка і заволоділа його київською квартирою. Численні отруєння здійснювали і батьки Іванютиної — подружжя Масленко: зокрема, за допомогою отруєнь ними були вбиті сусід по комунальній квартирі та родичка, яка зробила зауваження подружжю.
Вже перебуваючи в СІЗО, Марія Масленко так пояснювала сусідам по камері свою життєву позицію: «Щоб домогтися бажаного, не потрібно писати скарги, а дружити з усіма, пригощати. Але в їжу особливо шкідливим додавати отруту». Географія злочинної діяльності сімейства не обмежувалася Україною; доведено, що деякі злочини були скоєні ними й в РРФСР: зокрема, Масленко-старший, перебуваючи в Тулі, отруїв там свою родичку, підмішавши їй отруту в самогон. Також члени сім'ї труїли й сусідських домашніх тварин.

## Суд і вирок
Перед судом за звинуваченням у скоєнні численних отруєнь, у тому числі з летальним наслідком, постали 45-річна Тамара Антонівна Іванютина, її старша сестра Ніна Антонівна Мацибора, а також їхні батьки — Антон Митрофанович і Марія Федорівна Масленко. Слідством і судом було встановлено, що сім'я Іванютиної — Мацибори — Масленко протягом 11 років у корисливих інтересах, а також з мотивів особистої неприязні здійснювала численні вбивства і замахи на вбивство різних осіб через отруєння їх так званою «рідиною Клерічі» — високотоксичним розчином на основі сполук талію.
За даними заступника голови Конституційного суду України Сергія Винокурова, який працював у період розслідування справи на посаді старшого слідчого з особливо важливих справ у міській прокуратурі Києва, епізоди, доведені слідством в рамках розслідування справи, належать до перших випадків використання талію для отруєнь, зафіксованих в СРСР. Всього було доведено 40 епізодів отруєння, вчинених цим сімейством, з них 13 — зі смертельним наслідком. При цьому найбільше число летальних отруєнь (9) і замахів на вбивство (20) було скоєно особисто Тамарою Іванютиною. Судовий процес тривав близько року; Іванютіна у своєму останньому слові провини в інкримінованих їй злочинах не визнала і відмовилася просити вибачення у родичів своїх жертв. Всі підсудні були визнані винними у вбивствах і замахах на вбивство, зроблених за допомогою отруєнь.

## Смертна кара
Іванютіна була засуджена до смертної кари — розстрілу (вирок був приведений у виконання). Її спільники були засуджені до різних термінів позбавлення волі: Ніна — до 15 років (подальша доля невідома), а батько і мати — до 10 і 13 років відповідно (померли в ув'язненні). На слідстві Іванютіна зізналася, що її мрією було придбання автомобіля «Волга». В ході розслідування намагалася підкупити слідчого, пообіцявши йому «багато золота». Відмовившись визнавати свою провину і каятися у скоєному, пояснила на суді, що у неї «не те виховання».
Незвичність справи полягає ще і в тому, що головна обвинувачена — жінка, була засуджена до найвищої міри покарання — розстрілу, і вирок був приведений у виконання. Два інших певно підтверджених випадки застосування смертної кари до жінки в СРСР в післясталінську епоху — це розстріли за вироками суду в 1979 році каральниці періоду радянсько-німецької війни Антоніни Макарової і в 1983 році спекулянтки Берти Бородкіної. Справа Іванютиної досі включається в Україні в навчальні методичні матеріали з кримінального процесу.

## Образ у мистецтві
- Документальний серіал «Слідство вели…» — «Отруйна школа» (випуск № 205, від 16 червня 2012 року), НТВ.